# Marco degli Oddi
Marco degli Oddi (Padova, 1526 – Padova, 25 luglio 1591) è stato un medico e filosofo italiano.
Figlio del medico Oddo degli Oddi, che era stato convinto sostenitore della scuola di medicina galenica, fu professore per incarico del Senato veneziano assieme ad Albertino Bottoni nell'Università di Padova, dove insegnò logica, filosofia, e medicina, e introdusse senza ricevere emolumenti l'insegnamento della pratica clinica nell'Ospedale di San Francesco Grande, precedendo così tutte le altre scuole europee.